# مثلث كاربمان الدرامي

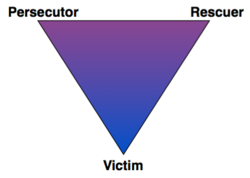

المثلث الدرامي: هو نموذج اجتماعي لردة الفعل البشرية –يرسم المثلث نوعًا من التفاعل الهادم الذي يمكن أن يحدث بين الأشخاص اثناء الصراع.
نموذج مثلث الدراما هو وسيلة تستخدم في العلاج النفسي، على وجه التحديد تحليل المعاملات. ومثلث الممثلين في الدراما هم {الظالمين والضحايا والمنقذين}.

## الاستخدام
ومن خلال الاستخدام الشائع وعمل كاربمان وآخرين، فقد تم تكييف مثلث كاربمان للاستخدام في التحليل الهيكلي {تحديد أدوار الصراع للظالم والضحية والمنقذ} وتحليل المعاملات (رسم تخطيطي لكيفية تبادل المشاركين للأدوار في الصراع).

## النظرية
استخدم كاربمان مثلثات لرسم خريطة للمعاملات المتعارضة أو الدرامية المكثفة. حيث يُمثل مثلث كاربمان للدراما نموذجًا للعلاقة بين المسؤولية الشخصية والقوة في النزاعات، والأدوار الهادمة والمتغيرة التي يلعبها الأشخاص. حيث انهٌ عرّف ثلاثة ادوار في الصراع؛ وهي المضطهد والمنقذ (المركز الأعلى) والضحية (المركز الأسفل). وضع كاربمان هذه الأدوار الثلاثة على مثلث مقلوب وأشير إليها على أنها الجوانب الثلاثة، أو وجوه الدراما
.
1'.الضحية:' موقف الضحية هو «مسكين!» حيث تشعر الضحية بأنها مضحى بها ومظلومة وضعيفة وعاجزة ويائسة وخجولة، وتبدو غير قادرة على اتخاذ القرارات، وحل المشاكل، والاستمتاع بالحياة، أو تحقيق البصيرة. الضحية، إذا لم تكن مظلومة، ستبحث عن ظالمة وأيضًا منقذًا والذي سينقذ اليوم ولكنه أيضًا يديم المشاعر السلبية للضحية.
2. المنقذ: صفة المنقذ هي «دعني أساعدك». عامل الإنقاذ الكلاسيكي، يشعر المنقذ بالذنب إذا لم يذهبوا إلى بر الامان. لكن إنقاذهم له آثار سلبية: فهو يبقي الضحية معتمداً عليه ويعطي الضحية إذنًا بالفشل. المكافآت المستمدة من هذا المنقذ هي أن التركيز ينقل من المنقذ. وعندما يركزون طاقتهم على شخص آخر، فإنه يمكنهم من تجاهل قلقهم ومشاكلهم. ودور الإنقاذ هذا محوري أيضًا لأن مصلحتهم الأساسية الفعلية هي في الواقع تجنب مشاكلهم متخفياً على أنه اهتمام باحتياجات الضحية.
3. الظالم: (ويعرف أيضا باسم الشرير) يصر الظالم دائما على «كل هذا خطأك.» ومن صفاتهُ السيطرة واللوم والنقد والظلم والغضب والاستبداد والجمود والتعالي.
في البداية، ينشأ مثلث درامي عندما يأخذ الشخص دور الضحية أو الظالم. ثم يشعر هذا الشخص بالحاجة إلى تجنيد لاعبين آخرين في الصراع. كما يحدث في كثير من الأحيان، يتم تشجيع المنقذ على دخول الموقف. هؤلاء اللاعبون المجندين يقومون بأدوار خاصة بهم ليست ثابتة، وبالتالي يمكن أن تحدث سيناريوهات مختلفة. وعلى سبيل المثال، قد تقوم الضحية بتشغيل المنقذ، ثم يتحول المنقذ إلى ظالم.
حيث ان الدوافع لكل مشارك وسبب استمرار الموقف هي أن كل شخص يحصل على رغباته / احتياجاته النفسية غير المعلنة (وغير الواعية في كثير من الأحيان) يتم تلبيتها بطريقة يشعرون بها انها مبررة، دون الاضطرار إلى الاعتراف بالاختلال الأوسع نطاقا أو الضرر الذي يحدث في الوضع ككل. على هذا النحو، يتصرف كل مشارك وفقًا لاحتياجاته الأنانية، بدلاً من التصرف بطريقة مسؤولة حقًا أو بإيثار. وبالتالي، فإن أي شخصية من الثلاث الشخصيات في هذا المثلث «قد تظهر عادة كضحية حكيمة؛ ومن الواضح الآن أنه يمكن للمرء أن يتحول إلى دور الظالم شريطة أن يكون» عرضيًا «ويعتذر الشخص عنه».
دوافع المنقذ هي الأقل وضوحا. من حيث مثلث الدراما، هو شخص لديه دافع مختلط أو سري ويستفيد في الواقع بطريقة ما من كونه «الشخص الذي ينقذ». لدى المنقذ دافع سطحي لحل المشكلة ويبدو أنه يبذل جهودًا كبيرة لحلها، ولكن لديه أيضًا دافع خفي لعدم النجاح، أو النجاح بطريقة يستفيد منها. على سبيل المثال، قد يحصلون على تعزيز احترام الذات أو تلقي حالة إنقاذ محترمة، أو الحصول على المتعة من خلال وجود شخص ما يعتمد عليهم ويثق بهم ويتصرف بطريقة تبدو ظاهريًا أنها تحاول المساعدة، ولكن على المستوى العميق فانه يلعب على الضحية من أجل مواصلة الحصول على مردود.
وفي بعض الحالات، يمكن أن تكون العلاقة بين الضحية والمنقذ علاقة تبعية. حيث ان المنقذ يبقي الضحية معتمدة عليهم بتشجيع ضحيتهم. ومن ثم يقوم الضحية بتلبية احتياجاتهم من خلال جعل المنقذ يرعاهم.
وبشكل عام، يميل المشاركون إلى أن يكون لهم دور أساسي أو اعتيادي (الضحية، المنقذ، الظالم) عندما يدخلون في مثلثات الدراما. يتعلم المشاركون أولاً دورهم المعتاد في أسرهم الأصلية.وعلى الرغم من أن كل مشارك له دور يتعرف عليه أكثر من مرة، بمجرد أن يكون على المثلث، فإن المشاركين يدورون عبر جميع المواقف، ويتجولون بالكامل حول المثلث.
كل مثلث له مردود لأولئك الذين يلعبونه. نقيض مثلث الدراما يكمن اكتشافه في كيفية حرمان الممثلين من مردودهم.

## السياق التاريخي

### حركة العلاج الأسري
بعد الحرب العالمية الثانية، لاحظ المعالجون أنه في حين أن العديد من المرضى المخضرمين الذين مزقتهم المعارك تكيفوا جيدًا بعد عودتهم إلى أسرهم، فإن بعض المرضى لم يفعلوا ذلك؛ حتى أن بعضهم ترجعت حالتهم عندما عادوا إلى بيئتهم المنزلية. حيث شعر الباحثون أنهم بحاجة إلى تفسير لهذا وبدأوا في استكشاف ديناميكيات الحياة الأسرية -وهكذا بدأت حركة العلاج الأسري. وقبل هذا الوقت، ركز الأطباء النفسيون والمحللون النفسيون على نفسية المريض التي تم تطويرها بالفعل وقللوا من الانتقادات الخارجية. وتمت معالجة العوامل الجوهرية واعتبرت ردود الفعل الخارجية نابعة من قوى داخل الشخص.

### تحليل المعاملات
في الخمسينيات من القرن الماضي، طور إريك بيرن طريقة لدراسة تحليل المعاملات والتفاعلات بين الأفراد. كان هذا النهج مختلفًا تمامًا عن نهج فرويد. في حين اعتمد فرويد على سؤال المرضى عن ذاتهم، شعر بيرن أن المعالج يمكن أن يتعلم من خلال ملاحظة ما تم نقله (الكلمات، لغة الجسد، تعابير الوجه) في المعاملة. لذلك بدلاً من طرح أسئلة المريض مباشرة، كان بيرن يراقب المريض بشكل متكرر في بيئة جماعية، ويسجل جميع المعاملات التي حدثت بين المريض والأفراد الآخرين.

### مثلثات / تثليث
تم نشر نظرية التثليث في الأصل عام 1966 بواسطة موراي بوين كواحد من ثمانية أجزاء من نظرية أنظمة عائلة بوين. بدأ موراي بوين، الرائد في نظرية أنظمة الأسرة، عمله المبكر مع مرضى الفصام في عيادة مينينجر، من عام 1946 إلى 1954. التثليث هو العملية التي بموجبها ستشمل العلاقة بين الطرفين اللذان يعانيان من التوتر بشكل طبيعي سيشركان طرف ثالث لتقليل من التوتر" ببساطة، عندما يجد الناس أنفسهم في صراع مع شخص آخر، فإنهم سيصلون إلى شخص ثالث. حيث يكون المثلث الناتج أكثر راحة بسبب استطاعته أن يتحمل المزيد من التوتر ولأن التوتر يجري تحولا حول ثلاثة أشخاص بدلاً من اثنين.
درس بوين زوج الأم وطفلها الفصامي بينما كانا يعيشان في وحدة بحثية في عيادة مينينجر. ثم انتقل بوين إلى المعهد الوطني للصحة العقلية (NIMH)، حيث أقام من 1954 إلى 1959. ومدد فرضيته لتشمل الأب والأم والطفل الثلاثي. اعتبر بوين التمايز والمثلثات جوهر نظريته، نظرية أنظمة بوين الأسرية. استخدم بوين عمداً كلمة مثلث بدلاً من ثالوث. وفي نظرية أنظمة بوين الأسرية، المثلث جزء أساسي من العلاقة.
ترك الأزواج لمواردهم تتأرجح بين القرب والبعد. غالبًا ما يواجه شخصان يعانيان من هذا الخلل صعوبة في حلها بمفردهما. لتحقيق الاستقرار في العلاقة، غالبًا ما يطلب الزوجان مساعدة طرف ثالث للمساعدة في إعادة التقارب. المثلث هو أصغر نظام علاقات ممكن يمكنه استعادة التوازن في وقت التوتر. الشخص الثالث يفترض موقفًا خارجيًا. في فترات الضغط، يكون الوضع الخارجي هو الوضع الأكثر راحة ومرغوبًا. يعاني الموقف الداخلي من القلق، جنبًا إلى جنب مع قربه العاطفي. يعمل الطرف الخارجي على الحفاظ على علاقة الزوجين الداخلية. وأشار بوين إلى أن ليست كل المثلثات بناءة قد تكون بعضها هادمة.

### المثلثات المرضية / الضارة
في عام 1968، تصور ناثان أكرمان مثلثًا هادما. وقال أكرمان "نلاحظ بعض الأبراج من التفاعلات العائلية التي قمنا بتلخيصها كنمط من التكافل العائلي، والأدوار التي يقوم بها الهادم أو الظالم، ضحية الهجوم يكون كبش الفداء، ومعالج الأسرة أو طبيب الأسرة. يتعرف أكرمان أيضًا على نمط الهجوم والدفاع والهجوم المضاد كأدوار متغيرة.

### مثلث كاربمان وإيريك بيرن
في عام 1968، اختار ستيفن كاربمان، الذي كان له مصلحة في العمل وكان عضوا في نقابة ممثلي الشاشة، «مثلث دراما» بدلا من «مثلث الصراع»، وهنا، الضحية في نموذجه ليس المقصود منه تمثيل ضحية فعلية، بل شخص يشعر أو يتصرف مثل واحد.وقد نشر نظريته في مقال بعنوان «حكايات خرافية وتحليل الدراماا». وقد درس مقاله، في جزء منه، الحكاية الخيالية «الرداء الأحمر» لتوضيح نقاطها. كان كاربمان خريجًا حديثًا من كلية الطب بجامعة ديوك وكان يقوم بدراسات ما بعد التخرج في عهد إريك بيرن في ذلك الوقت. شجع بيرن، الذي أسس مجال تحليل المعاملات، كاربمان على نشر ما أشار إليه بيرن باسم «مثلث كاربمان». وقد نُشرت مقالة كاربمان عام 1968. وفي عام 1972، حصل كاربمان على جائزة إيريك بيرن التذكارية العلمية لهذا العمل.

## تحليل المعاملات
إريك بيرن، طبيب نفسي كندي المولد، ابتكر في منتصف القرن العشرين نظرية تحليل المعاملات كوسيلة لشرح السلوك البشري. وقد استندت نظرية بيرن لتحليل المعاملات على أفكار فرويد ولكنها كانت مختلفة بشكل واضح. وركز الأطباء النفسيون بطريقة فرويد على العلاج بالحديث كوسيلة لاكتساب نظرة ثاقبة لشخصيات مرضاهم. يعتقد بيرن أنه يمكن اكتشاف البصيرة بشكل أفضل من خلال تحليل المعاملات الاجتماعية للمرضى.
تشير (الألعاب) في تحليل المعاملات إلى سلسلة من المعاملات التكميلية (التبادلية) والخفية، وتتجه نحو نتيجة التي بالإمكان التنبؤ بها. وفي هذا السياق، فإن مثلث كاربمان الدرامي هو عبارة عن «لعبة».
غالبًا ما تتميز الألعاب بمحول في أدوار اللاعبين نحو النهاية. قد يختلف عدد اللاعبين. الألعاب بهذا المعنى هي أجهزة يستخدمها (غالبًا دون وعي) من قبل الناس لخلق ظرف حيث يمكنهم الشعور بمبرر مشاعر ناتجة (مثل الغضب أو التفوق) أو اتخاذ أو تجنب اتخاذ إجراءات معينة حيث تختلف رغباتهم الداخلية عن التوقعات المجتمعية. هم دائما بديلا عن أكثر حقيقية وممتلئة عاطفة الكبار والاستجابة التي ستكون أكثر ملاءمة. غالبًا ما تكون ثلاثة متغيرات كمية مفيدة للنظر في الألعاب:
المرونة: "قدرة اللاعبين على تغيير عملة اللعبة (أي الأدوات التي يستخدمونها للعبها)." يمكن لعب بعض الألعاب بشكل صحيح باستخدام نوع واحد فقط من العملات، في حين أن البعض الآخر، مثل الألعاب الاستعراضية الأكثر مرونة "بحيث يمكن للاعبين التحول من الكلمات إلى المال إلى أجزاء من الجسم. المثابرة: "يتخلى بعض الأشخاص عن ألعابهم بسهولة، والبعض الآخر أكثر ثباتًا"، في إشارة إلى الطريقة التي يلتزم بها الناس بألعابهم ومقاومة معهم. الشدة: "بعض الناس يلعبون الألعاب بأريحية، والبعض الآخر يعلبونها بشكل متوتر وعدواني. وهذه الألعاب تُعرف بالألعاب السهلة والصعبة، على التوالي "، بحيث يتم لعب الأخيرة بشكل متوتر وعدواني.

وقد تختلف عواقب الألعاب من العوائد الصغيرة إلى العوائد التي تم بناؤها على مدى فترة طويلة إلى مستوى رئيسي. وبناء على درجة القبول والضرر المحتمل، يتم تصنيف الألعاب إلى ثلاث فئات، متمثلة في ألعاب الدرجة الأولى، وألعاب الدرجة الثانية، وألعاب الدرجة الثالثة:
- القبول الاجتماعي
- الضرر الغير مرغوب ولكن لا رجعة فيه
- ما قد يؤدي إلى ضرر جسيم

مثلث كاربمان عبارة عن تعديل لنموذج تم تصميمه في الأصل لتحليل حركة اللعب في التمرير والانسحاب في لعبة كرة القدم الأمريكية ومن ثم تم تعديله كوسيلة لتحليل نصوص الافلام. ويقال إن كاربمان قد خربش ثلاثين أو أكثر من نماذج الرسوم البيانية قبل أن يستقر على المثلث.  ويعزي كاربمان الفضل لفيلم «وادي الدمى» لكونه منصة اختبار استخدم في تحسين النموذج لما صاغه بيرن باسم مثلث كاربمان الدرامي.
لدى كاربمان الآن العديد من المتغيرات لمثلث كاربمان في نظريته المتطورة بالكامل، بالإضافة إلى تبديل الأدوار. هؤلاء تشمل مفاتيح الفضاء (خاص - عام، مفتوح مغلق، قريب من بعيد) التي تسبق، أو تسبب، أو تتبع تبديل الأدوار، وسرعة سيناريو النص (عدد مفاتيح الدور في وحدة زمنية معينة).  وهذه تشمل مثلث علامة الاستفهام، ومثلث الإدراك الخاطئ، ومثلث التعمية المزدوجة، ومثلث التردد، ومثلث الدائرة المفرغة، ومثلث الحصار، ومثلث الهروب، ومثلثات الاضطهاد ومثلثات التحرير والتبديل في المثلث، ومثلث العائلة الكحولي.
في حين أن تحليل المعاملات هو طريقة دراسة التفاعلات بين الأفراد، يفترض أحد الباحثين بأن قادة الدراما يمكنهم غرس ثقافة تنظيمية للدراما. من المرجح أن يحتل المضطهدون فيها مناصب قيادية وتسير ثقافة الاضطهاد جنبا إلى جنب مع المنافسة السفاحة، والخوف، واللوم، والتلاعب، ومعدل مرتفع من التبديل وتزايد خطر في تلقي دعاوي قضائية. هناك أيضًا ثقافات الضحية التي من الممكن أن تؤدي إلى انخفاض الروح المعنوية والتفاعل وكذلك تجنب أي صراع. وثقافات المنقذ هي التي يمكن وصفها باعتماد عالي على القائد، ومبادرة منخفضة وأيضا ابتكار منخفض.

## النماذج العلاجية
تم نشر المثلث الفائز بواسطة آسي تشوي في عام 1990 كنموذج علاج لإرشاد المرضى لكيفية تغيير التعاملات الاجتماعية عند دخول مثلث من عند أي من نقاط الدخول الثلاثة. يوصي تشوي بأن أي شخص يشعر بأنه الضحية يفكر بأنه شخص ضعيف وكثير الاهتمام، وأن أي شخص يظهر كمضطهد يتخذ موقفا حازم وظالم، وأي شخص يتم تجنيده ليكون منقذًا يجب أن يتفاعل مع الاخرين كشخص «مهتم».
- الضعيف - يجب تشجيع الضحية لتقبل ضعفهم، وحل المشاكل، ويكونوا أكثر وعيا بالذات.
- الحازم - يجب تشجيع المضطهد على طلب ما يريد، وأن يكون حازمًا، لكن لا يكون قاسيا.[16]
- المهتم - يجب تشجيع المنقذ على اظهار الاهتمام والرعاية والمساهمة بحل مشاكل الآخرين، ولكن ليس بشكل مبالغ فيه.

قوة تيد، نشرت لأول مرة في 2009، والتي توصي «الضحية» بتبني الدور البديل للمبدع، وتظهر المضطهد كمتحد، وتجند المنقذ كمدرب.
- المبدع - يتم تشجيع الضحايا على أن يكونوا متوجهين نحو النتائج بدلا من التوجه نحو المشاكل وتشجيعهم لتحمل مسؤولية خياراتهم في الاستجابة لتحديات الحياة. فيجب عليهم التركيز على حل «ديناميكية التوتر» (الفرق بين الواقع الحالي والهدف أو النتيجة المتوقعة) عن طريق اتباع خطوات تدريجية نحو النتائج المرجو تحقيقها.
- المتحدي - يتم تشجيع الضحية على رؤية المضطهد كشخص (أو كموقف) الذي يجبر المبدع على توضيح احتياجاته، والتركيز على تعلمهم ونموهم.
- المدرب - يجب تشجيع المنقذ على طرح الأسئلة التي تهدف إلى مساعدة الفرد على اتخاذ خيارات مستنيرة. والفرق الرئيسي بين المنقذ والمدرب هو أن المدرب يرى المبدع على أنه قادر على اتخاذ الخيارات وحل مشاكله الخاصة.  مدرب يسأل أسئلة تمكن المبدع من رؤية الإمكانيات في العمل الإيجابي، والتركيز على ما يود فعله بدلا من فعل ما لا يريد.

## مزيد من القراءة

### كتب
- إميرالد ، ديفيد (2016). قوة تيد . جزيرة بينبريدج: مجموعة بولاريس للنشر. (ردمك 978-0996871808) رقم ISBN   978-0996871808
- كاربمان ، ستيفن (2014). لعبة حياة مجانية . نشر ذاتي. (ردمك 978-0990586708) رقم ISBN   978-0990586708
- زيمبروف ، ديان (1989). التحرر من فخ الضحية . الناصرة: صحافة العافية. (ردمك 978-0962272806) رقم ISBN   978-0962272806
- هاريس ، توماس (1969). أنا بخير ، أنت بخير . نيويورك: Galahad Books. (ردمك 978-1578660759) رقم ISBN   978-1578660759
- بيرن ، إيريك (1966). ألعاب يلعبها الناس . نيويورك: Ballantine Books. (ردمك 978-0345410030) رقم ISBN   978-0345410030

### مقالات
- - Johnson, R. Skip (2015). Escaping Conflict and the Karpman Drama Triangle. BPDFamily
  - Forrest, Lynne (2008). The Three Faces of Victim — An Overview of the Drama Triangle. Transforming Victim Consciousness
  - Choy, Acey (1990). The Winner's Triangle Transactional Analysis Journal 20(1):40
  - Gurowitz, Edward (1978). Energy Considerations in Treatment of the Drama Triangle. Transactional Analysis Journal January 1978 vol. 8 no. 1: 16-18